# Enicmus atriceps
Enicmus atriceps är en skalbaggsart som beskrevs av Hans Jacob Hansen 1962. Enicmus atriceps ingår i släktet Enicmus, och familjen mögelbaggar. Arten är reproducerande i Sverige.